# 李奇生 (1940年)
李奇生（1940年3月—），吉林九台人，中华人民共和国政治人物。

## 生平
1959年至1964年，在吉林化工学院无机系无机物工程专业学习。1964年至1965年，在吉林化学工业公司劳动实习大队劳动锻炼。1965年至1972年，任吉林化学工业公司电石厂三车间技术员。1971年9月，加入中国共产党。1972年至1983年，任吉林化学工业公司电石厂办公室秘书、副主任，厂党委办公室副主任、宣传部副部长。1983年至1984年，任吉林化学工业公司党委办公室副主任、主任。1984年至1986年，任吉林化学工业公司党委副书记。1986年至1987年，任中共吉林省委副秘书长。1987年至1988年，任中共吉林市委副书记。1988年，任中共吉林市委常委，吉林化学工业公司党委书记。1993年7月，任全国总工会党组成员。1993年10月、1998年9月相继当选为全国总工会副主席、书记处书记。1993年10月，起任全国总工会党组副书记。1998年3月，当选为政协第九届全国委员会常务委员。2003年3月，当选为政协第十届全国委员会常务委员，社会和法制委员会副主任。